# Avenging Angelo
Avenging Angelo is een Amerikaanse film uit 2002 onder regie van Martyn Burke, met in de hoofdrollen Sylvester Stallone, Madeleine Stowe en Anthony Quinn.

## Verhaal
De maffiabaas Angelo Allieghieri (Anthony Quinn) vraagt voor zijn dood aan zijn lijfwacht Frankie Delano (Sylvester Stallone) om zijn dochter Jennifer (Madeleine Stowe) te beschermen, die nu het belangrijkste doelwit van zijn vijanden is.

## Rolverdeling
- Sylvester Stallone - Frankie Delano
- Madeleine Stowe - Jennifer Allieghieri Barrett
- Anthony Quinn - Angelo Allieghieri
- Raoul Bova - Marcello/Gianni Carboni
- Harry Van Gorkum - Kip Barrett
- Billy Gardell - Bruno
- George Touliatos - Lucio Malatesta